# Тепличка (округ Спішська Нова Весь)
Тепличка (словац. Teplička) — село в окрузі Спішска Нова Вес Кошицького краю Словаччини. Площа села 7,74 км². Станом на 31 грудня 2015 року в селі проживало 1158 жителів.

## Історія
Перші згадки про село датуються 1328 роком.

## Географія
Протікає річка Теплицький Брусник.

## Населення
| Рік:            | 1994. | 2004.   | 2014.   | 2024.   |
| --------------- | ----- | ------- | ------- | ------- |
| Кількість осіб: | 1050  | 1116    | 1155    | 1123    |
| Різниця:        |       | +6,28 % | +3,49 % | -2,77 % |

| Рік:            | 2023. | 2024.   |
| --------------- | ----- | ------- |
| Кількість осіб: | 1139  | 1123    |
| Різниця:        |       | -1,40 % |